# Discografia de Def Leppard
A discografia da banda de hard rock do Reino Unido Def Leppard, consiste em onze álbuns de estúdio, um álbum ao vivo, quatro compilações, dois EP, cinquenta singles, trinta e três videoclipes e oito álbuns vídeo.

## Álbuns de estúdio
| Ano                        | Detalhes | Posição | Posição | Posição | Posição | Posição | Posição | Posição | Posição | Posição | Posição | Posição | Posição | Posição | Posição | Certificação (vendas)            |
| Ano                        | Detalhes | RU      | AUS     | AUT     | CAN     | FIN     | FRA     | ALE     | IRL     | HOL     | NOR     | NZ      | SUE     | SUI     | EUA     | Certificação (vendas)            |
| -------------------------- | --- | ------- | ------- | ------- | ------- | ------- | ------- | ------- | ------- | ------- | ------- | ------- | ------- | ------- | ------- | -------------------------------- |
| 1980                       | On Through the Night - Lançamento: 14 de Março de 1980 - Gravadora: Mercury (MR #234321) - Formato: CD, CS, LP       | 15      | 98      | —       | —       | —       | —       | —       | —       | —       | —       | —       | —       | —       | 51      | - EUA: Platina - CAN: Platina    |
| 1981                       | High 'n' Dry - Lançamento: 6 de Julho de 1981 - Gravadora: Mercury (MR #818836-2) - Formato: CD, CS, LP              | 26      | —       | —       | —       | —       | —       | —       | —       | —       | —       | —       | 31      | —       | 38      | - EUA: 2× Platina - CAN: Platina |
| 1983                       | Pyromania - Lançamento: 20 de Janeiro de 1983 - Gravadora: Mercury (MR #810308-2) - Formato: CD, CS, LP              | 18      | 70      | —       | 4       | —       | —       | —       | —       | —       | —       | 26      | 23      | —       | 2       | - RU: Prata - CAN: 7× Platina    |
| 1987                       | Hysteria - Lançamento: 3 de Agosto de 1987 - Gravadora: Mercury (MR #830675-2) - Formato: CD, CS, LP                 | 1       | 1       | —       | 1       | —       | —       | 10      | —       | —       | 1       | 1       | 2       | 2       | 1       | - RU: 2× Platina - CAN: Diamante |
| 1992                       | Adrenalize - Lançamento: 31 de Março de 1992 - Gravadora: Mercury (MR #314-512185-2) - Formato: CD, CS, LP           | 1       | 1       | 11      | 1       | 17      | —       | 8       | —       | —       | 2       | 1       | 5       | 1       | 1       | - RU: Ouro - CAN: 4× Platina     |
| 1996                       | Slang - Lançamento: 14 de Maio de 1996 - Gravadora: Mercury (MR #532486) - Formato: CD, CS, LP                       | 5       | 11      | 38      | 12      | 13      | —       | 34      | —       | 61      | 25      | 14      | 5       | 19      | 14      | - RU: Ouro - CAN: Ouro           |
| 1999                       | Euphoria - Lançamento: 8 de Junho de 1999 - Gravadora: Mercury (MR #546212) - Formato: CD, LP                        | 11      | 54      | 48      | 9       | 16      | 63      | 14      | —       | —       | 30      | —       | 7       | 14      | 11      | - EUA: Ouro - CAN: Ouro          |
| 2002                       | X - Lançamento: 30 de Julho de 2002 - Gravadora: Island (IR #063121) - Formato: CD, LP                               | 14      | 49      | 35      | 12      | 33      | 75      | 19      | 37      | —       | 19      | —       | 15      | 9       | 11      |                                  |
| 2006                       | Yeah! - Lançamento: 23 de Maio de 2006 - Gravadora: Mercury/Island (MR #9858285) - Formato: CD, LP                   | 52      | —       | —       | 13      | —       | 161     | 73      | —       | —       | —       | —       | 25      | 57      | 16      |                                  |
| 2008                       | Songs from the Sparkle Lounge - Lançamento: 25 de Abril de 2008 - Gravadora: Mercury (MR #1766038) - Formato: CD, LP | 10      | —       | —       | 7       | 27      | 118     | 43      | 32      | —       | 15      | 26      | 26      | 29      | 5       |                                  |
| 2015                       | Def Leppard - Lançamento: 30 de outubro de 2015 - Gravadora: Mailboat Records - Formato: CD, LP                      |         |         |         |         |         |         |         |         |         |         |         |         |         |         |                                  |
| "—" não chegou às tabelas. | |         |         |         |         |         |         |         |         |         |         |         |         |         |         |                                  |

### Álbuns Ao Vivo
| Ano  | Detalhes |
| ---- | --- |
| 2008 | 2008 - Taylor Swift & Def Leppard - Crossroads Lançamento: 2008 Gravadora: Formato: DVD\|-                                                        |
| 2011 | Mirrorball - Live And More Lançamento: 7/6/2011 Gravadora: Bludgeon Riffola[2]/Mailboat Records[2]/Frontiers Records (Europe)[3] Formato: CD, DVD |

## Compilações
| 1993                         | Retro Active - Lançamento: 5 de Outubro de 1993 - Gravadora: Mercury Records (MR #314-518305-2) - Formato: CD, CS, LP                              | 6 | 33 | 1 | — | 36 | —  | —  | — | — | 12 | 7  | 9  | - EUA: Platina - CAN: Platina    |
| 1995                         | Vault: Def Leppard Greatest Hits (1980–1995) - Lançamento: 31 de Outubro de 1995 - Gravadora: Mercury Records (MR #528 6562) - Formato: CD, CS, LP | 3 | 9  | 1 | 7 | 31 | —  | 88 | 7 | 2 | 10 | 7  | 15 | - RU: Platina - CAN: 2× Platina  |
| 2004                         | Best of Def Leppard - Lançamento: 25 de Outubro de 2004 - Gravadora: Mercury Records (MR #865493-91) - Formato: CD, LP                             | 6 | —  | — | — | —  | 25 | —  | 7 | — | 19 | 76 | —  | - RU: Ouro                       |
| 2005                         | Rock of Ages: The Definitive Collection - Lançamento: 17 de Maio de 2005 - Gravadora: Mercury Records (MR #000464702) - Formato: CD, LP            | — | —  | 3 | — | —  | —  | —  | — | — | —  | —  | 10 | - EUA: Platina - CAN: 2× Platina |
| " — " não chegou às tabelas. | |   |    |   |   |    |    |    |   |   |    |    |    |                                  |

## EP
| Ano  | Título |
| ---- | --- |
| 1979 | The Def Leppard E.P. - Lançamento: Janeiro de 1979 - Gravadora: Bludgeon-Riffola (BR #SRTS/78/CUS/232) - Formato: LP |
| 1993 | Live: In the Clubs, in Your Face - Lançamento: 1993 - Bludgeon Riffola - Formato: CD                                 |

## Singles
| 1979                         | "Wasted"                              | 61 | —   | —  | —  | —  | —  | —  | —  | — | —  | —  | —  | —  | —  | On Through the Night                    |
| 1980                         | "Rock Brigade"                        | —  | —   | —  | —  | —  | —  | —  | —  | — | —  | —  | —  | —  | —  | On Through the Night                    |
| 1980                         | "Hello America"                       | 45 | —   | —  | —  | —  | —  | —  | —  | — | —  | —  | —  | —  | —  | On Through the Night                    |
| 1981                         | "Let It Go"                           | —  | —   | —  | —  | —  | —  | —  | —  | — | —  | —  | —  | —  | 31 | High 'n' Dry                            |
| 1981                         | "Bringin' on the Heartbreak"          | —  | —   | —  | —  | —  | —  | —  | —  | — | —  | —  | —  | —  | —  | High 'n' Dry                            |
| 1983                         | "Photograph"                          | 66 | —   | —  | 32 | —  | —  | —  | —  | — | —  | —  | —  | 12 | 1  | Pyromania                               |
| 1983                         | "Rock of Ages"                        | 41 | 96  | —  | 30 | —  | —  | —  | —  | — | —  | —  | —  | 16 | 1  | Pyromania                               |
| 1983                         | "Foolin'"                             | —  | —   | —  | 42 | —  | —  | —  | —  | — | —  | —  | —  | 28 | 9  | Pyromania                               |
| 1983                         | "Too Late for Love"                   | 86 | —   | —  | —  | —  | —  | —  | —  | — | —  | —  | —  | —  | 9  | Pyromania                               |
| 1983                         | "Comin' Under Fire"                   | —  | —   | —  | —  | —  | —  | —  | —  | — | —  | —  | —  | —  | 24 | Pyromania                               |
| 1983                         | "Billy's Got a Gun"                   | —  | —   | —  | —  | —  | —  | —  | —  | — | —  | —  | —  | —  | 33 | Pyromania                               |
| 1983                         | "Action! Not Words"                   | —  | —   | —  | —  | —  | —  | —  | —  | — | —  | —  | —  | —  | 42 | Pyromania                               |
| 1984                         | "Bringin' on the Heartbreak" (Remix)  | —  | —   | —  | 61 | —  | —  | —  | —  | — | —  | —  | —  | 61 | —  | High 'n' Dry                            |
| 1987                         | "Women"                               | —  | 100 | —  | —  | —  | —  | —  | —  | — | —  | —  | —  | 80 | 7  | Hysteria                                |
| 1987                         | "Animal"                              | 6  | 46  | —  | 21 | —  | —  | 3  | —  | — | 8  | —  | 17 | 19 | 5  | Hysteria                                |
| 1987                         | "Pour Some Sugar on Me"               | 18 | 30  | —  | 1  | —  | 50 | 8  | —  | — | 16 | —  | —  | 2  | 25 | Hysteria                                |
| 1987                         | "Hysteria"                            | 26 | 90  | —  | 35 | —  | —  | 19 | —  | — | —  | —  | —  | 10 | 9  | Hysteria                                |
| 1988                         | "Armageddon It"                       | 20 | 41  | —  | —  | —  | —  | 11 | —  | — | 2  | —  | —  | 3  | 3  | Hysteria                                |
| 1988                         | "Love Bites"                          | 11 | 25  | —  | 1  | —  | —  | 7  | —  | — | 2  | —  | —  | 1  | 3  | Hysteria                                |
| 1989                         | "Rocket"                              | 15 | 16  | —  | 3  | —  | —  | 5  | —  | — | 5  | —  | —  | 12 | 5  | Hysteria                                |
| 1992                         | "Let's Get Rocked"                    | 2  | 4   | 19 | 3  | 23 | 22 | 4  | —  | 2 | 7  | 18 | 3  | 15 | 1  | Adrenalize                              |
| 1992                         | "Make Love Like a Man"                | 12 | 29  | —  | 23 | 33 | 95 | 10 | —  | — | 26 | —  | 40 | 36 | 3  | Adrenalize                              |
| 1992                         | "Have You Ever Needed Someone So Bad" | 16 | 51  | —  | 7  | —  | —  | 24 | —  | — | 49 | —  | —  | 12 | 7  | Adrenalize                              |
| 1992                         | "Elected" (Ao vivo)                   | —  | —   | —  | —  | —  | —  | —  | —  | — | —  | —  | —  | —  | 22 | não é single do álbum                   |
| 1992                         | "Stand Up (Kick Love Into Motion)"    | —  | —   | —  | 11 | —  | —  | —  | —  | — | —  | —  | —  | 34 | 1  | Adrenalize                              |
| 1993                         | "Heaven Is"                           | 13 | —   | —  | —  | —  | —  | 24 | —  | — | —  | —  | —  | —  | —  | Adrenalize                              |
| 1993                         | "Tonight"                             | 34 | —   | —  | 62 | —  | —  | —  | —  | — | —  | —  | —  | 62 | 13 | Adrenalize                              |
| 1993                         | "Two Steps Behind"                    | 32 | 33  | 29 | 7  | —  | 66 | 26 | 43 | — | 34 | 21 | —  | 12 | 5  | Retro Active                            |
| 1993                         | "Desert Song"                         | —  | —   | —  | —  | —  | —  | —  | —  | — | —  | —  | —  | —  | 12 | Retro Active                            |
| 1993                         | "Miss You in a Heartbeat"             | —  | —   | —  | 19 | —  | —  | —  | —  | — | —  | —  | —  | 39 | —  | Retro Active                            |
| 1994                         | "Action"                              | 14 | —   | —  | —  | —  | —  | 19 | —  | — | —  | —  | —  | —  | —  | Retro Active                            |
| 1995                         | "When Love & Hate Collide"            | 2  | 22  | —  | 12 | —  | 67 | 1  | 41 | — | 27 | —  | 36 | 58 | —  | Vault: Def Leppard Greatest Hits        |
| 1996                         | "Slang"                               | 17 | —   | —  | —  | —  | —  | —  | —  | — | —  | 57 | —  | —  | —  | Slang                                   |
| 1996                         | "Work It Out"                         | 22 | 43  | —  | 9  | —  | —  | —  | —  | — | —  | —  | —  | —  | 6  | Slang                                   |
| 1996                         | "All I Want is Everything"            | 38 | —   | —  | —  | —  | —  | —  | —  | — | —  | —  | —  | —  | —  | Slang                                   |
| 1996                         | "Breathe a Sigh"                      | 43 | —   | —  | —  | —  | —  | —  | —  | — | —  | —  | —  | —  | —  | Slang                                   |
| 1999                         | "Promises"                            | 41 | —   | —  | 18 | —  | —  | —  | —  | — | —  | —  | —  | —  | 1  | Euphoria                                |
| 1999                         | "Back in Your Face"                   | —  | —   | —  | —  | —  | —  | —  | —  | — | —  | —  | —  | —  | —  | Euphoria                                |
| 1999                         | "Paper Sun"                           | —  | —   | —  | —  | —  | —  | —  | —  | — | —  | —  | —  | —  | 11 | Euphoria                                |
| 1999                         | "Goodbye"                             | 54 | —   | —  | —  | —  | —  | —  | —  | — | —  | —  | —  | —  | —  | Euphoria                                |
| 2000                         | "Day After Day"                       | —  | —   | —  | —  | —  | —  | —  | —  | — | —  | —  | —  | —  | 22 | Euphoria                                |
| 2000                         | "21st Century Sha La La La Girl"      | —  | —   | —  | —  | —  | —  | —  | —  | — | —  | —  | —  | —  | —  | Euphoria                                |
| 2002                         | "Now"                                 | 23 | —   | —  | 29 | —  | 72 | 37 | —  | — | —  | 57 | 84 | —  | 26 | X                                       |
| 2002                         | "Long, Long Way to Go"                | 40 | —   | —  | —  | —  | —  | —  | —  | — | —  | —  | —  | —  | —  | X                                       |
| 2002                         | "Four Letter Word"                    | —  | —   | —  | —  | —  | —  | —  | —  | — | —  | —  | —  | —  | 30 | X                                       |
| 2005                         | "No Matter What"                      | —  | —   | —  | —  | —  | —  | —  | —  | — | —  | —  | —  | —  | —  | Rock of Ages: The Definitive Collection |
| 2006                         | "Rock On"                             | —  | —   | —  | —  | —  | —  | —  | —  | — | —  | —  | —  | —  | —  | Yeah!                                   |
| 2006                         | "20th Century Boy"                    | —  | —   | —  | —  | —  | —  | —  | —  | — | —  | —  | —  | —  | —  | Yeah!                                   |
| 2008                         | "Nine Lives" (feat. Tim McGraw)       | —  | —   | —  | —  | —  | —  | —  | —  | — | —  | —  | —  | —  | —  | Songs from the Sparkle Lounge           |
| 2008                         | "C'mon C'mon"                         | —  | —   | —  | —  | —  | —  | —  | —  | — | —  | —  | —  | —  | —  | Songs from the Sparkle Lounge           |
| " — " não chegou às tabelas. |                                       |    |     |    |    |    |    |    |    |   |    |    |    |    |    |                                         |

## Vídeos
| Ano  | Título |
| ---- | --- |
| 1988 | Historia - Gravadora: Universal Music (UM #459772) - Formato: VHS                                             |
| 1989 | Live: In the Round, in Your Face - Gravadora: Universal Music (UM #23543) - Formato: VHS                      |
| 1993 | Visualize - Gravadora: Universal Music (UM #454-23322) - Formato: VHS                                         |
| 1995 | Video Archive - Gravadora: Universal Music (UM #453754) - Formato: VHS                                        |
| 2003 | Historia / Live: In the Round, in Your Face - Gravadora: Universal Music (UM #4543224-46) - Formato: VHS, DVD |
| 2003 | Visualize / Video Archive - Gravadora: Universal Music (UM #45244) - Formato: VHS, DVD                        |
| 2004 | Best of the Videos - Gravadora: Universal Music (UM #3494522) - Formato: VHS, DVD                             |
| 2005 | Rock of Ages – The DVD Collection - Gravadora: Island Records (IR #5653-564) - Formato: VHS, DVD              |

## Videoclipes
| Ano  | Título                                  | Realizador                          | Ref.   |
| ---- | --------------------------------------- | ----------------------------------- | ------ |
| 1981 | "Bringin' on the Heartbreak" (versão 1) | Doug Smith                          | [ 28 ] |
| 1981 | "High 'n' Dry (Saturday night)"         | David Mallet                        | [ 29 ] |
| 1982 | "Let It Go"                             | David Mallet                        | [ 29 ] |
| 1983 | "Rock! Rock! (Till You Drop)"           | Kinichi Nakae                       | [ 30 ] |
| 1983 | "Too Late for Love"                     | Mike Mansfield                      | [ 31 ] |
| 1983 | "Photograph"                            | David Mallet                        | [ 29 ] |
| 1983 | "Rock of Ages"                          | David Mallet                        | [ 29 ] |
| 1983 | "Foolin'"                               | David Mallet                        | [ 29 ] |
| 1984 | "Me and My Wine"                        | David Mallet                        | [ 29 ] |
| 1984 | "Bringin' on the Heartbreak" (versão 2) | David Mallet                        | [ 29 ] |
| 1987 | "Animal"                                | Jean Pellerin Doug Freel            | [ 32 ] |
| 1987 | "Pour Some Sugar on Me (versão 1)"      | Russell Mulcahy                     | [ 33 ] |
| 1987 | "Hysteria"                              | Jean Pellerin Doug Freel            | [ 34 ] |
| 1988 | "Women"                                 | Jean Pellerin Doug Freel            | [ 34 ] |
| 1988 | "Pour Some Sugar on Me (versão 2)"      | Wayne Isham                         | [ 35 ] |
| 1988 | "Armageddon It" (Ao vivo)               | Wayne Isham                         | [ 36 ] |
| 1988 | "Love Bites"                            | Jean Pellerin Doug Freel            | [ 37 ] |
| 1988 | "Rocket"                                | Nigel Dick                          | [ 38 ] |
| 1992 | "I Wanna Touch U"                       | Phil Tuckett                        | [ 39 ] |
| 1992 | "Let's Get Rocked"                      | Steve Barron                        | [ 40 ] |
| 1992 | "Make Love Like a Man"                  | Wayne Isham                         | [ 36 ] |
| 1992 | "Have You Ever Needed Someone So Bad?"  | Wayne Isham                         | [ 36 ] |
| 1993 | "Two Steps Behind"                      |                                     |        |
| 1995 | "When Love & Hate Collide"              |                                     |        |
| 1996 | "Slang"                                 | Nigel Dick                          | [ 38 ] |
| 1996 | "Work It Out"                           | Nigel Dick                          | [ 38 ] |
| 1996 | "All I Want Is Everything"              | Matt Mahurin                        | [ 41 ] |
| 1999 | "Promises"                              | Wayne Isham                         | [ 42 ] |
| 1999 | "Goodbye"                               | Dave Meyers                         | [ 43 ] |
| 2002 | "Now"                                   | The Malloys                         | [ 44 ] |
| 2003 | "Long, Long Way to Go"                  | Clive Arrowsmith                    | [ 45 ] |
| 2005 | "No Matter What"                        | John Logsdon                        | [ 46 ] |
| 2008 | "Nine Lives"                            | Sherman Halsey                      | [ 47 ] |
| 2008 | "C'mon C'mon"                           | Matthew Mulholland Jonathan Beswick | [ 48 ] |